# Tillabéri (vùng)
Tillabéri là một trong tám vùng của Niger. Thủ phủ là thị trấn cùng tên. Vùng này được thành lập vào năm 1992.

## Nhân khẩu
Vào năm 2012, dân số của vùng là 2.722.482 người. Các nhóm dân tộc chính là Fulani, Gurma, Hausa, Tuareg, Zarma.